# Obeidia leopardaria
Obeidia leopardaria är en fjärilsart som beskrevs av Charles Oberthür 1881. Obeidia leopardaria ingår i släktet Obeidia och familjen mätare. Inga underarter finns listade i Catalogue of Life.